# 杰夫·阿古斯
杰弗里·阿伦·“杰夫”·阿古斯（1968年5月2日—）是一名已经退役的瑞士出生的美国足球运动员，也曾是美国国家足球队的主力球员之一。从2012年开始，阿古斯担任圣何塞地震俱乐部的现场广播解说。
阿古斯曾赢得过创纪录的5个美国职业足球大联盟的大联盟杯冠军：3个在华盛顿特区联，2个在圣何塞地震。他还曾是1996年美國公開盃的冠军球员和2001年大联盟最佳后卫。2009年，阿古斯入选了美国足球名人堂。

## 早期足球生涯
阿古斯（绰号“鹅”）出生在瑞士日内瓦的一个犹太人家庭，他的父亲是一名外交官。阿古斯在美国德克萨斯州的J.J.皮尔斯高级中学就学。作为一名犹太人，阿古斯在1985年和1989年两次入选了马加比厄运动会的美国代表团。
1986年，阿古斯进入弗吉尼亚大学就读并入选了学校的足球队，并于1988年和1990年两次入选美国大学生足球联赛的最佳阵容。1989年的大学生足球联赛决赛，弗吉尼亚大学和圣克拉拉大学在经历了90分钟的正式比赛和四个加时赛后仍然打成1-1平。由于比赛没有采用点球决胜制，赛会组织方遂决定两队并列冠军 。这也是阿古斯在大学生涯收获的唯一一个联赛冠军。

## 俱乐部生涯
阿古斯1990年从弗吉尼亚大学毕业后加入了马里兰海湾俱乐部，但他只为这家俱乐部踢了5场比赛后便在1991年2月13日转会至室内足球俱乐部达拉斯好友。从1991年起到1992年止阿古斯为达拉斯好友俱乐部上场30次，打进7球。俱乐部曾有邀请他踢室内足球的打算，但被阿古斯拒绝。1994年6月26日，没能入选美国世界杯大名单的阿古斯加盟洛杉矶萨尔萨，当年萨尔萨俱乐部打进了美国职业足球联赛的半决赛，阿古斯也入选了联赛次佳阵容。1994年秋，阿古斯远赴欧洲，与德国的韦恩威斯巴登足球俱乐部签约，但在一年后即返回美国。
在等待美国职业足球大联盟成立的时间里，阿古斯曾担任弗吉尼亚大学足球队助理教练的职务。美国职业足球大联盟为了保证其顺利创立，将很多知名的球员分配到各家俱乐部，阿古斯就是其中一员。他加盟的是华盛顿特区联，与就读弗吉尼亚大学时的主教练布鲁斯·阿雷纳（Bruce Arena）重逢。1996年，阿古斯与俱乐部一起夺得美国公开杯和首个大联盟杯，次年球队又蝉联大联盟杯。1998年阿古斯在华盛顿特区联的职业生涯达到巅峰，俱乐部在最后一届美洲俱乐部杯中击败瓦斯科达伽马，夺得冠军。1999年阿古斯第三次在华盛顿特区联夺得大联盟杯。
2000年，阿古斯曾被短暂租借至英格兰的西布罗姆维奇足球俱乐部，但他没有为俱乐部上场一分钟。次年阿古斯返回美国加盟圣何塞地震，并为俱乐部赢得了个人的第四和第五个大联盟杯。阿古斯在2001年当选大联盟年度最佳后卫，并第三次入选大联盟年度最佳阵容（之前两次分别是在1997年和1999年）。2004年，阿古斯离开圣何塞地震，转投都会之星。2005年，阿古斯入选了美国职业足球大联盟十周年最佳阵容后不久，即在同年12月8日宣布退役。

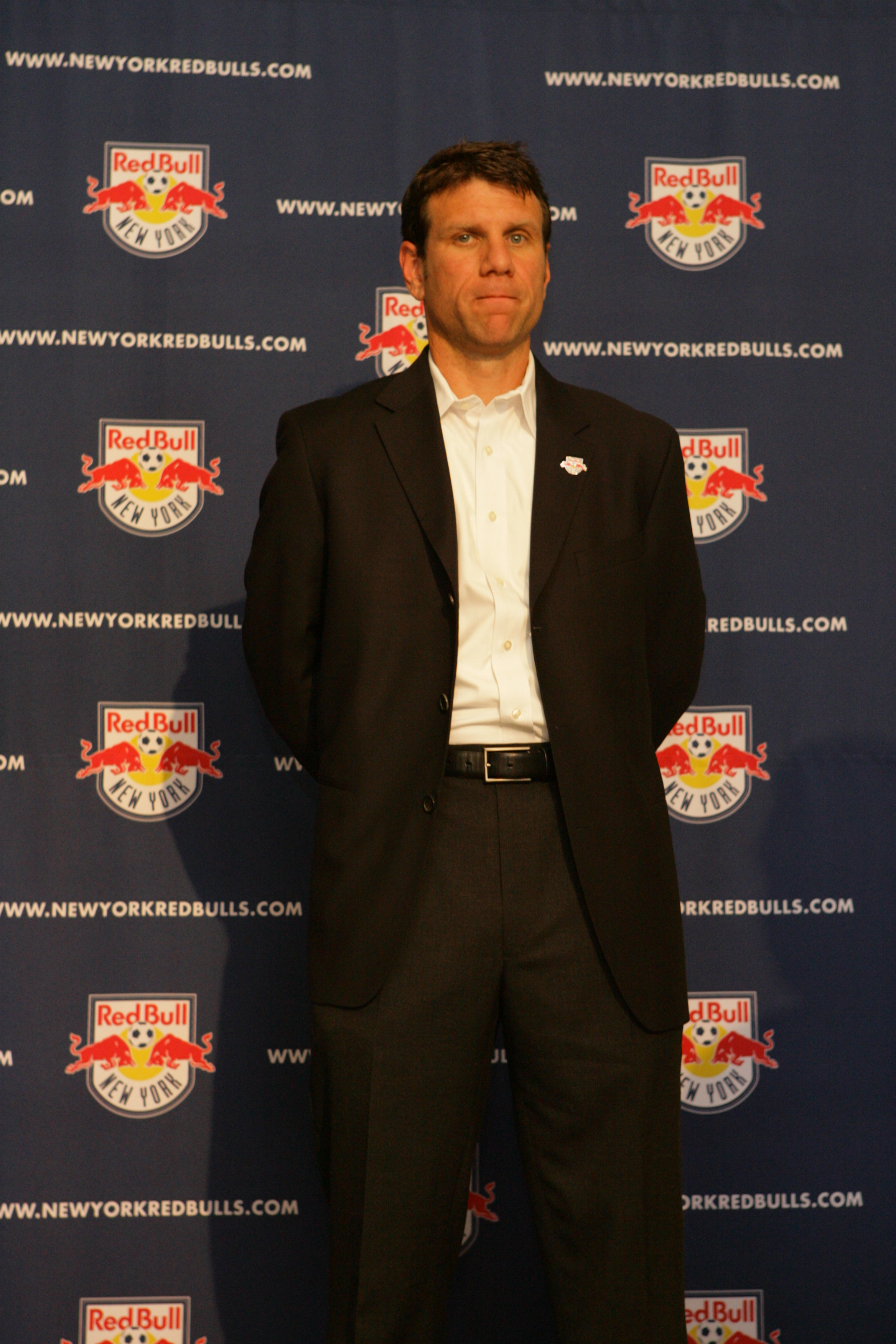
杰夫·阿古斯在纽约红牛

## 国家队生涯
阿古斯在1988年1月10日与危地马拉的友谊赛中首次代表美国国家足球队出场。3天后，阿古斯就取得了首个国家队进球，对手还是危地马拉。1994年世界杯，阿古斯成为最后一个被淘汰出美国队大名单的球员，听到这个消息的阿古斯烧掉了自己的球衣。1998年世界杯，阿古斯首次入选了美国队的大名单，但作为队友大卫·雷吉斯的替补，阿古斯没能在这届世界杯上出场。2002年世界杯，已经34岁的阿古斯终于在世界杯上首次登场亮相。结果在首场与葡萄牙的小组赛中阿古斯不慎踢进一个乌龙球，好在美国队最终仍以3-2取胜（葡萄牙队的若热·科斯塔在该场比赛中也顶進一個乌龙球）。阿古斯在最后一场同波兰的小组赛中因伤下场，错过了美国队之后所有的比赛。2003年3月26日，阿古斯在与威尔士的友谊赛中第134次代表国家队出场，这也是他的国家队告别赛。
阿古斯还是1992年世界室内五人足球锦标赛美国队中的一员。阿古斯在该届比赛中出场10次，打进2球。美国队最终收获一枚银牌。

## 退役后生涯
2006年9月28日，阿古斯成为了纽约红牛的技术总监，并在2007年的元旦正式成为纽约红牛的运营方的一员。2008年1月7日，阿古斯升任体育总监。
2011年3月28日，阿古斯被美国职业大联盟聘任为竞赛部的技术总监，他将从事联盟规划和竞争策略等方面的工作。

## 俱乐部生涯
| 俱乐部表现   | 俱乐部表现   | 俱乐部表现       | 联赛 | 联赛 | 杯赛       | 杯赛       | 联赛杯 | 联赛杯 | 洲际杯赛 | 洲际杯赛 | 总计 | 总计 |
| 赛季         | 俱乐部       | 联赛             | 出场 | 进球 | 出场       | 进球       | 出场   | 进球   | 出场     | 进球     | 出场 | 进球 |
| 德国         | 德国         | 德国             | 联赛 | 联赛 | 德国足协杯 | 德国足协杯 | 其他   | 其他   | 欧洲     | 欧洲     | 合计 | 合计 |
| ------------ | ------------ | ---------------- | ---- | ---- | ---------- | ---------- | ------ | ------ | -------- | -------- | ---- | ---- |
| 1994–95      | 威斯巴登韦恩 | 德国足球地区联赛 | 9    | 0    |            |            |        |        |          |          |      |      |
| 美国         | 美国         | 美国             | 联赛 | 联赛 | 美國公開盃 | 美國公開盃 | 联赛杯 | 联赛杯 | 中北美   | 中北美   | 合计 | 合计 |
| 1996         | 华盛顿特区联 | 美国职业大联盟   | 32   | 1    |            |            |        |        |          |          |      |      |
| 1997         | 华盛顿特区联 | 美国职业大联盟   | 29   | 1    |            |            |        |        |          |          |      |      |
| 1998         | 华盛顿特区联 | 美国职业大联盟   | 21   | 1    |            |            |        |        |          |          |      |      |
| 1999         | 华盛顿特区联 | 美国职业大联盟   | 30   | 2    |            |            |        |        |          |          |      |      |
| 2000         | 华盛顿特区联 | 美国职业大联盟   | 23   | 1    |            |            |        |        |          |          |      |      |
| 2001         | 圣何塞地震   | 美国职业大联盟   | 20   | 2    |            |            |        |        |          |          |      |      |
| 2002         | 圣何塞地震   | 美国职业大联盟   | 12   | 0    |            |            |        |        |          |          |      |      |
| 2003         | 圣何塞地震   | 美国职业大联盟   | 28   | 2    |            |            |        |        |          |          |      |      |
| 2004         | 圣何塞地震   | 美国职业大联盟   | 24   | 1    |            |            |        |        |          |          |      |      |
| 2005         | 都会之星     | 美国职业大联盟   | 25   | 0    |            |            |        |        |          |          |      |      |
| 总计         | 德国         | 德国             | 9    | 0    |            |            |        |        |          |          |      |      |
| 总计         | 美国         | 美国             | 244  | 11   |            |            |        |        |          |          |      |      |
| 职业生涯总计 | 职业生涯总计 | 职业生涯总计     | 253  | 11   |            |            |        |        |          |          |      |      |

## 国家队生涯

### 国际赛事出场
| 球隊 | 年份 | 出場 | 進球 |
| ---- | ---- | ---- | ---- |
| 美国 | 1988 | 3    | 1    |
| 美国 | 1991 | 7    | 0    |
| 美国 | 1993 | 20   | 1    |
| 美国 | 1994 | 13   | 0    |
| 美国 | 1995 | 5    | 0    |
| 美国 | 1996 | 13   | 1    |
| 美国 | 1997 | 14   | 0    |
| 美国 | 1998 | 12   | 0    |
| 美国 | 1999 | 9    | 0    |
| 美国 | 2000 | 8    | 0    |
| 美国 | 2001 | 13   | 0    |
| 美国 | 2002 | 16   | 1    |
| 美国 | 2003 | 1    | 0    |
| 總計 | 總計 | 134  | 4    |

### 国际赛事进球
| # | 日期           | 地点                 | 对手     | 进球 | 比赛结果 | 比赛性质       |
| - | -------------- | -------------------- | -------- | ---- | -------- | -------------- |
| 1 | 1988年1月13日  | 危地马拉，危地马拉城 |          | 1–0  | 1–0      | 友谊赛         |
| 2 | 1993年11月14日 | 美国，米申维耶霍     | 开曼群岛 | 4–0  | 8–1      | 友谊赛         |
| 3 | 1996年1月20日  | 美国，洛杉矶         |          | 2–0  | 3–0      | 1996年美洲金杯 |
| 4 | 2002年2月2日   | 美国，帕萨迪纳       |          | 2–0  | 2–0      | 2002年美洲金杯 |

## 荣誉

### 美国国家足球队
- 美洲金杯：2002

### 华盛顿特区联
- 美国职业大联盟总冠军：1996，1997和1999
- 美国职业大联盟常规赛冠军：1997和1999
- 美国公开杯冠军：1996
- 中北美及加勒比冠军联赛冠军：1998
- 美洲俱乐部杯冠军：1998

### 圣何塞地震
- 美国职业大联盟总冠军：2001和2003